# Lista episoadelor din Asediu din ceruri
Aceasta este lista episoadelor din Asediu din ceruri:

## Prezentare generală
| Sezon | Sezon | Episoade | Premiera           | Premiera            | Apariție pe DVD și Blu-ray | Apariție pe DVD și Blu-ray | Apariție pe DVD și Blu-ray |
| Sezon | Sezon | Episoade | Premiera sezonului | Sfârșitul sezonului | Regiunea 1                 | Regiunea 2                 | Regiunea 4                 |
| ----- | ----- | -------- | ------------------ | ------------------- | -------------------------- | -------------------------- | -------------------------- |
|       | 1     | 10       | 19 iunie 2011      | 7 august 2011       | 5 iunie 2012               | 2 iulie 2012               | 29 august 2012             |
|       | 2     | 10       | 17 iunie 2012      | 19 august 2012      | 4 iunie 2013               | 8 iulie 2013               | 19 iunie 2013              |
|       | 3     | 10       | 9 iunie 2013       | 4 august 2013       | 3 iunie 2014               | 14 iulie 2014              | 11 iunie 2014              |
|       | 4     | 12       | 22 iunie 2014      | 31 august 2014      | N/A                        | N/A                        | N/A                        |

## Lista episaodelor

### Sezonul 1 (2011)
| Nr. în serial | Nr. in sezon | Titlu                | Regia                | Scenariu               | Premiera      | Audiență SUA (milioane) |
| ------------- | ------------ | -------------------- | -------------------- | ---------------------- | ------------- | ----------------------- |
| 1             | 1            | „Live and Learn”     | Carl Franklin        | Robert Rodat           | 19 iunie 2011 | 5.91                    |
| 2             | 2            | „The Armory”         | Greg Beeman          | Graham Yost            | 19 iunie 2011 | 5.91                    |
| 3             | 3            | „Prisoner of War”    | Greg Beeman          | Fred Golan             | 26 iunie 2011 | 4.20                    |
| 4             | 4            | „Grace”              | Fred Toye            | Melinda Hsu Taylor     | 3 iulie 2011  | 4.07                    |
| 5             | 5            | „Silent Kill”        | Fred Toye            | Joe Weisberg           | 10 iulie 2011 | 3.90                    |
| 6             | 6            | „Sanctuary (Part 1)” | Sergio Mimica-Gezzan | Joel Anderson Thompson | 17 iulie 2011 | 4.27                    |
| 7             | 7            | „Sanctuary (Part 2)” | Sergio Mimica-Gezzan | Melinda Hsu Taylor     | 24 iulie 2011 | 4.07                    |
| 8             | 8            | „What Hides Beneath” | Anthony Hemingway    | Mark Verheiden         | 31 iulie 2011 | 4.31                    |
| 9             | 9            | „Mutiny”             | Holly Dale           | Joe Weisberg           | 7 august 2011 | 5.70                    |
| 10            | 10           | „Eight Hours”        | Greg Beeman          | Mark Verheiden         | 7 august 2011 | 5.54                    |

### Sezonul 2 (2012)
| Nr. în serial | Nr. in sezon | Titlu                            | Regia            | Scenariu                                          | Premiera       | Audiență SUA (milioane) |
| ------------- | ------------ | -------------------------------- | ---------------- | ------------------------------------------------- | -------------- | ----------------------- |
| 11            | 1            | „Worlds Apart”                   | Greg Beeman      | Mark Verheiden                                    | 17 iunie 2012  | 4.46                    |
| 12            | 2            | „Shall We Gather at the River”   | Greg Beeman      | Bradley Thompson & David Weddle                   | 17 iunie 2012  | 4.46                    |
| 13            | 3            | „Compass”                        | Michael Katleman | Bryan Oh                                          | 24 iunie 2012  | 3.81                    |
| 14            | 4            | „Young Bloods”                   | Miguel Sapochnik | Heather V. Regnier                                | 1 iulie 2012   |                         |
| 15            | 5            | „Love and Other Acts of Courage” | John Dahl        | Joe Weisberg                                      | 8 iulie 2012   |                         |
| 16            | 6            | „Homecoming”                     | Greg Beeman      | Bryan Oh                                          | 15 iulie 2012  |                         |
| 17            | 7            | „Molon Labe”                     | Holly Dale       | Bradley Thompson & David Weddle                   | 22 iulie 2012  |                         |
| 18            | 8            | „Death March”                    | Seith Mann       | Heather V. Regnier                                | 5 august 2012  |                         |
| 19            | 9            | „The Price of Greatness”         | Adam Kane        | Mark Verheiden                                    | 12 august 2012 |                         |
| 20            | 10           | „A More Perfect Union”           | Greg Beeman      | Remi Aubuchon and Bradley Thompson & David Weddle | 12 august 2012 |                         |